# سرجیو پیتر
سرجیو پیتر (انگلیسی: Sergio Peter؛ زادهٔ ۱۲ اکتبر ۱۹۸۶) بازیکن فوتبال اهل آلمان است.
از باشگاه‌هایی که در آن بازی کرده‌است می‌توان به باشگاه فوتبال اسپارتا پراگ، باشگاه فوتبال استراسبورگ، باشگاه فوتبال بلکبرن روورز، و باشگاه فوتبال سرکل بروژ اشاره کرد.